# St-Antoine (Arzillières-Neuville)

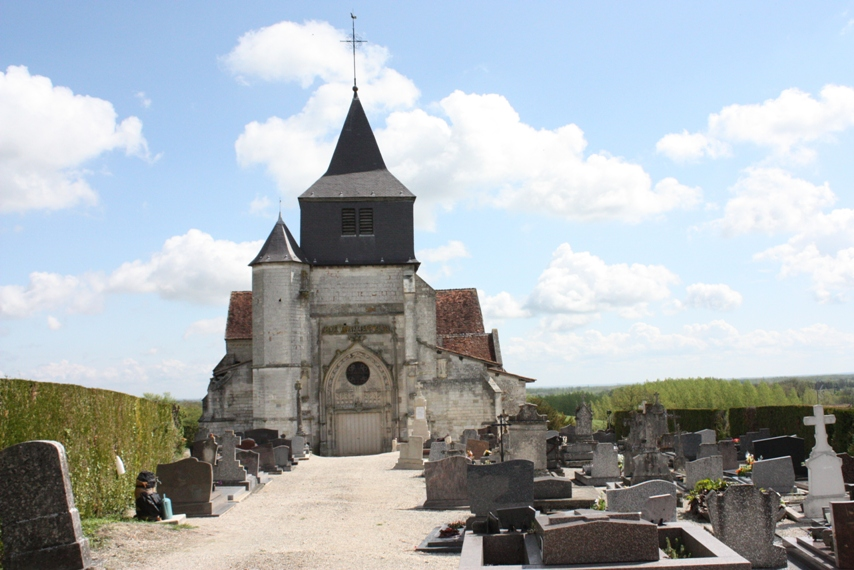
Die Kirche St-Antoine.

Die römisch-katholische Kirche St-Antoine in Arzillières-Neuville, einer französischen Gemeinde im Département Marne, trägt das Patrozinium des Antonius von Padua und steht seit 1911 als Monument historique unter Denkmalschutz.

## Geschichte
Die Pfarrei Arzillières war ehemals Teil des Dekanats Perthes. Um 1084 wurde die damalige Kirche von Arzillières, die sich möglicherweise südöstlich des Dorfs befand, vom Bischof Roger III. von Hennegau der Abtei Montier-en-Der überlassen. 1234 wurde die Pfarrkirche der Burg Arzillières durch den Abt von Montier-en-Der in die heutige Kirche St-Antoine versetzt. Von 1284 bis zu der französischen Revolution waren die Zehnten zwischen der Pfarrei Arzillières und der Abtei Montier-en-Dier geteilt. Im Gegenzug musste die Abtei Montier-en-Der jedes Jahr dem Pfarrer von Arzillières sowie den Kanonikern der Stiftskirche von Vitry-le-François, der Abtei Moncetz und dem Probst von Larzicourt mehrere Sester Brotweizen bezahlen.
Die heutige romanische Kirche aus dem 12. Jahrhundert wurde im 16. Jahrhundert umgebaut.
Das Gebäude erlitt im Ersten Weltkrieg große Schäden.
Am 25. Oktober 1911 wurde die Kirche St-Antoine als klassifiziertes Monument historique unter Denkmalschutz gestellt.

## Architektur und Ausstattung
An der nordwestlichen Seite der viereckigen Hauptturm mit Portalvorbau steht ein runder Turm mit Treppen.
Die Kirche besitzt mehrere Statuen aus dem 16. bis 18. Jahrhundert, die ebenfalls unter Denkmalschutz stehen:
- Eine gemalte Holzstatue des Antonius von Padua;[4]
- Eine gemalte Holzstatue der Madonna mit Jesuskind;[5]
- Eine Steinstatue der Madonna mit Jesuskind;[6]
- Steinstatuen zweier verehrenden Engel.[7]